# GeNEE
株式会社GeNEE（かぶしきがいしゃジーン、英: GeNEE Corporation）は、東京都港区に本社を構える日本の企業で、システム開発やスマートフォンアプリ開発、DX支援、AI関連事業、ITコンサルティング、脆弱性診断（セキュリティ監査）などを手掛けている。2010年に創業し、2017年に法人化された。

## 歴史
- 2010年3月: システム開発およびスマートフォンアプリ開発（iOSアプリ）事業を開始。
- 2013年6月: Androidアプリ開発事業を開始。
- 2016年9月: テキストマイニング、自然言語処理（NLP）、機械学習、深層学習を中心とするAI事業を開始。
- 2017年4月: 資本金1,000万円で東京都豊島区にてGeNEEを法人化（法人番号: 3013301040396）。
- 2018年4月: 斎藤裕一が取締役に就任。
- 2018年6月: 相楽千夏が取締役に就任。
- 2021年3月: 東京都港区に本社を移転。
- 2021年4月: 新規事業創造支援（MVP開発）事業を開始。
- 2022年4月: 鈴木聡一郎が取締役に就任。
- 2022年10月: 適格請求書発行事業者番号を取得（インボイス番号: T3013301040396）。
- 2023年5月: 業務執行役員制度を導入。
- 2023年7月: 脆弱性診断サービスおよびシステム監査事業を開始。
- 2024年1月: SaaS系勤怠管理サービス「ケンスマ勤怠」をリリース。
- 2024年2月: 開発顧問、IT顧問、技術顧問事業を開始。
- 2024年3月: 大阪オフィスを開設。
- 2024年4月: 事業拡大のため、資本金3,000万円に増資。
- 2024年5月: 福岡オフィスを開設。
- 2024年6月: 北海道オフィスを開設。
- 2024年8月: 事業拡大のため、資本金1億円に増資。

## 事業内容
- システム開発事業：基幹システム、業務システムの開発を中心に、情報管理系やWeb系システムの開発を手掛けている。これまでに全国300店舗以上の予約管理システムやPCRラボ管理システムの開発実績がある。
- スマホアプリ開発事業：iOSアプリ、Androidアプリ、Webアプリ、LINEアプリを含む多様なアプリケーション開発を提供。代表的な事例として、ITデリバリーサービス「DeliEats」やセルペイなどがある。
- DX/ITコンサルティング事業：企業のデジタルトランスフォーメーション推進に向けたITコンサルティングを提供。
- MVP開発事業：スタートアップ企業や大手法人向けに、新規事業創造支援としてMVP（Minimum Viable Product）開発を提供。
- AI開発事業：人工知能を活用したアドバイザリーやシステム開発を行い、適正在庫予測、テキストマイニング、工場の不良品検知など、業務効率化や自動化を支援している。
- 脆弱性診断事業：プラットフォームやソフトウェア、アプリケーションを対象とした脆弱性診断やセキュリティ監査を実施。

## 拠点
- 東京オフィス　〒106-0032 東京都港区六本木1-4-5 森ビルアークヒルズサウスタワー
- 大阪オフィス　〒530-0011 大阪府大阪市北区大深町1-1 ヨドバシ梅田タワー
- 福岡オフィス　〒812-0011 福岡県福岡市博多区博多駅前1-11-13 マーケット博多ビル
- 北海道オフィス　〒060-0042 北海道札幌市中央区大通西1-14-2 桂和大通ビル

## 経営陣
- 代表取締役: 日向野卓也
- 取締役: 鈴木聡一郎、斎藤裕一